# هولي مونيوث
هولي مونيوث (بالإنجليزية: Holly Muñoz)‏ هي ملحنة ومغنية مؤلفة أمريكية، ولدت في 5 يناير 1981 في إل باسو في الولايات المتحدة.

## وصلات خارجية
- هولي مونيوث على موقع ميوزك برينز (الإنجليزية)